# Jacques Lacombe (musicien)
Pour les articles homonymes, voir Jacques Lacombe et Lacombe.
Jacques Lacombe est un organiste et chef d'orchestre québécois né le 14 juillet 1963 à Cap-de-la-Madeleine. 

## Biographie
Il a été l'élève de Raymond Daveluy puis boursier du Conseil des arts du Canada en 1986. Il a ensuite été chef assistant de l'Orchestre symphonique de Montréal de 1994 à 1998. Directeur artistique et chef de l'Orchestre philharmonique de Lorraine pendant quatre ans jusqu'en 2001. De 1991 à 2003 il a été chef de l'orchestre des Les Grands Ballets canadiens de Montréal.
Il est le premier chef d'orchestre invité de l'Orchestre symphonique de Montréal. 
En janvier 2004, il dirige l'orchestre du Metropolitan Opera de New York dans l'opéra Werther de Massenet. 
Il fut, entre 2006 et 2019, le directeur de l'Orchestre symphonique de Trois-Rivières (OSTR).
En octobre 2009, il est nommé directeur musical de l'orchestre symphonique du New Jersey ; il dirige son premier concert en avril 2010. Il garde la direction de l'OSTR malgré son déménagement au New Jersey.
Il est récipiendaire de l'Ordre national du Québec en 2012 et il est nommé au sein de l'Ordre du Canada l'année suivante.
Le 24 août 2015, il est nommé Chef Principal de l'Opéra de Bonn, Allemagne.
De 2018 à 2021, il est directeur musical et artistique de l’Orchestre Symphonique de Mulhouse .
Le 1er juillet 2023, il devient directeur artistique et chef d'orchestre principal de l'Orchestre classique de Montréal.
En octobre 2023, il est nommé directeur musical de l'Opéra de Vancouver.
Le 19 juillet 2024, l’Orchestre classique de Montréal annonce le départ de son directeur artistique et chef principal, maestro Jacques Lacombe.

## Distinctions
- 1987 - Prix Joseph-S.-Stauffer
- 2004 - Prix Opus, Rayonnement à l'étranger
- 2007 - Prix Opus, Interprète de l’année
- Prix d'orgue du Conservatoire de musique de Trois-Rivières